# Karshomyia ectopia
Karshomyia ectopia är en tvåvingeart som beskrevs av Gagne 1973. Karshomyia ectopia ingår i släktet Karshomyia och familjen gallmyggor.
Artens utbredningsområde är Virginia. Inga underarter finns listade i Catalogue of Life.